# Paix Bouche
Paix Bouche – wieś w północnej Dominice, w parafii św. Andrzeja.